# Nederduitse Gereformeerde Kerk
Nederduitse Gereformeerde Kerk (NGK) är det äldsta och största reformerta trossamfundet i Sydafrika. 
NGK tillhör det internationella reformerta ekumeniska rådet och den internationella reformerta nattvardsgemenskapen.

## Historia
Kyrkan har sin bakgrund i den holländska Kapprovinsen i mitten av 1600-talet.
Kolonisatörerna tillhörde den reformerta kyrkan och 1665 hämtade Holländska Ostindiska Kompaniet dit prästen Johan van Arckel som själsörjare för dem. Han fick flera efterföljare och församlingar kom att bildas.
1688 kom 200 franska hugenotter till kolonin. Flera landsmän följde så småningom deras exempel, på flykt undan religionsförföljelserna i Frankrike. Till att börja med höll de egna gudstjänster på franska men efter hand integrerades de i de holländska reformerta församlingarna.  
Under Napoleonkrigen erövrade britterna Kapkolonin samtidigt som fransmännen ockuperade Nederländerna. Kontakten mellan moderkyrkan i Nederländerna och holländarna i södra Afrika bröts därmed. Många av prästerna valde att åka hem och ersattes då av präster från Skotska kyrkan.
1824 samlades representanter från de fjorton församlingarna i provinsen till en synod i Kapstaden och antog en kyrkoordning. En egen sydafrikansk reformert kyrka var därmed bildad.
De boer som vägrade leva under brittisk överhöghet vandrade österut, i den legendariska Stora marschen (Die Groot Trek), och grundade fristaterna Natal, Transvaal och Oranjefristaten. Där kom de också att grunda egna kyrkor som Nederduitsch Hervormde Kerk och Gereformeerde Kerk.

## Väckelse
1860 utbröt en stor väckelse i Kapprovinsen. En av de ledande förkunnarna inom denna var den reformerte prästen Andrew Murray. Många människor blev frälsta. Andra blev förnyade i sin kristna tro och upplevde en kallelse att evangelisera, både bland kolonisatörerna och bland andra folk i södra Afrika.  
Därför bildades ett prästseminarium i Stellenbosch. Murray var också med om att bilda missionssällskapet South African General Mission.   
Missionsarbetet bland färgade ledde 1881 till bildandet av Dutch Reformed Mission Church.
På samma sätt kom också de svarta så småningom att bilda Dutch Reformed Church in Africa. 1994 gick dessa båda kyrkor ihop och bildade Uniting Reformed Church in Southern Africa (URSA). 
Under 2000-talet har samtal också förts om ett närmare samarbete mellan NGK, URSA, Reformed Church in Africa och Dutch Reformed Church in Africa.

## Organisation
Nederduitse Gereformeerde Kerk har över en miljon medlemmar i fler än tusen församlingar i Sydafrika och Namibia. Församlingarna är geografiskt organiserade i 146 kretsar som var och en leds av en äldste (presbyter). De olika kretsarna (eller presbyterierna) är i sin tur samlade i tio regioner. Vart fjärde år samlas representanter för dessa synoder till generalsynoden, kyrkans högsta beslutande organ. Där väljs en syndodkommitté, med säte i Pretoria, som leder kyrkans arbete mellan generalsynoderna. 

## Lära
NGK har ju sina rötter inom kalvinismen och de tre enhetsformulären hör till kyrkans bekännelseskrifter. Men man har också tagit intryck av den bredare evangelikala kristenheten.